# 茶柱

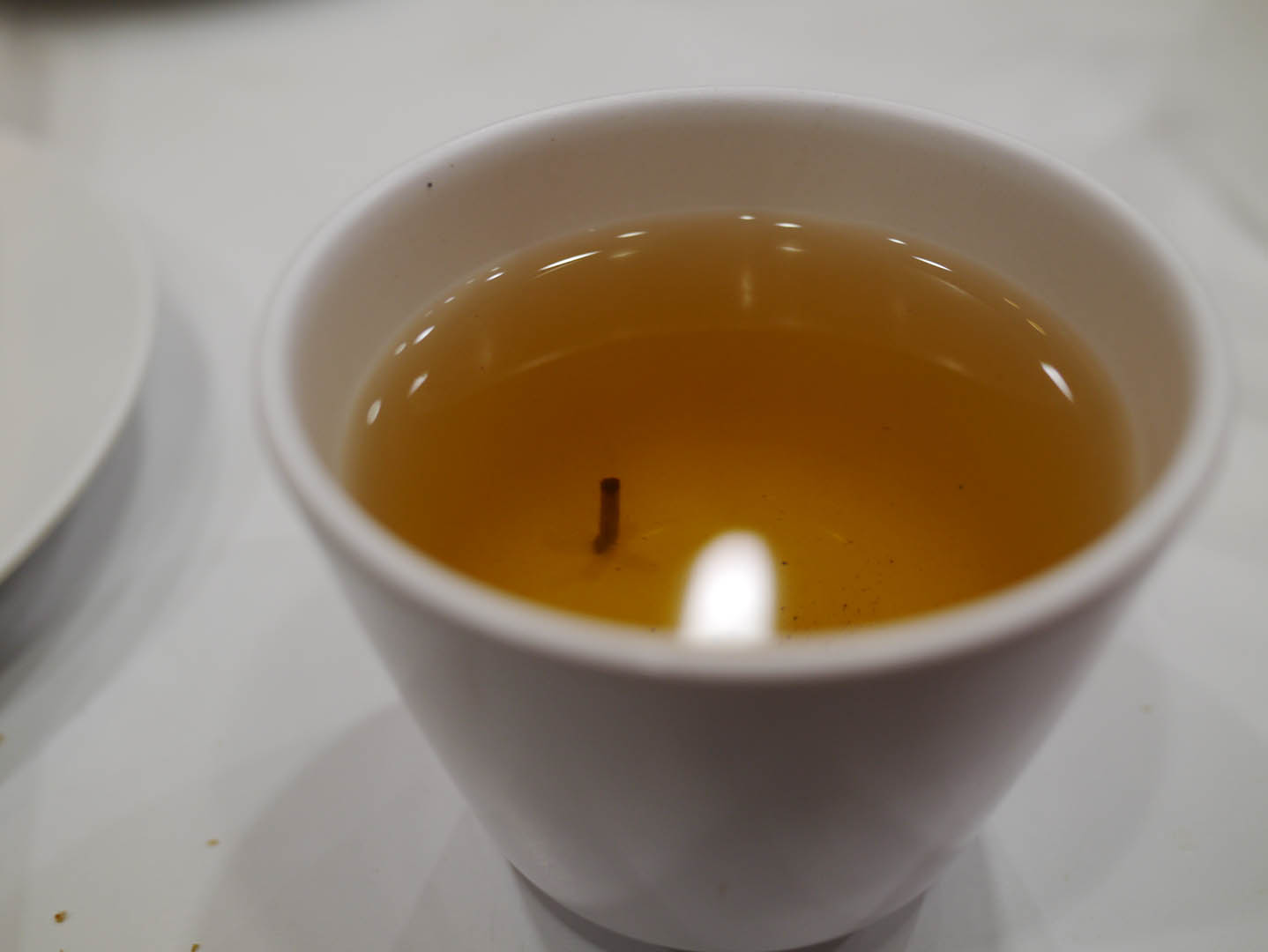
茶柱が立った茶

茶柱（ちゃばしら）は、日本茶を淹れた際に混入されたチャノキの茎。番茶などに見られる。日本においては、この茶柱が茶碗の中で縦に浮いた状態になることを「茶柱が立つ」と呼び、吉兆としてもてはやす文化がある。
「茶柱が立った場合は人に知られないうちにこっそりと飲み込まないと幸運を呼び込むことができない」、「茶柱が立ったことを人に話すとその人に幸運が移る」、「立った茶柱は着物の左袖に入れる」など複数のバリエーションが存在する。
茶柱にまつわる俗信は、駿河の茶商人が質が劣るために売れ残る二番茶を売りやすくするために吹聴した、「茶柱が立つと縁起が良い」という話が元になっていると言われる。

## 原理
茶柱が立つには、そもそもの前提として茶葉の中にチャノキの茎が混入していなくてはならない。そのため、茶葉のみを使った高級なものよりも番茶のような廉価品の方が茶柱は立ちやすいといえる。
また、茶を抽出する急須のストレーナー（茶こし）が荒いことも必要である。少なくともストレーナーの目が茎の太さよりも大きくなければならない。近年はそのような形状の急須が少なくなったため、茶柱が立つことは稀になっている。
茶柱が立つには、茶柱の一部に空気が残っている必要がある。急須にお湯を入れる直前の茶柱は乾燥しており、全体的に隙間が多い。しかし、急須内で茶を抽出する間に茶柱の一部分にだけ湯が浸透し、そちらの側が重くなる。その結果、あたかも釣り具の浮きのように、空気が残っている方を上にして茶柱が立つことになる。

## 差別化戦略としての茶柱
茶柱が立つのは縁起がいいという俗信を利用して他の日本茶と差別化をはかるため、茶柱を意図的に立たせる日本茶も開発されている。手法としては、立って浮くように加工した茶柱を茶の粉末とともにカプセルに入れたものなどがある。